# Susan Rapp
Susan Rapp (n. 5 iulie 1965, Eden Prairie⁠(d), Minnesota, SUA) este o înotătoare ce a reprezentat Statele Unite ale Americii, medaliată olimpică. A participat la 2 ediții ale Jocurilor Olimpice (1984, 1988) în care a câștigat o medalie de aur.